# Fort Jeudy
Fort Jeudy ist eine Siedlung im Parish Saint George, an der Südküste von Grenada.

## Geographie
Die Siedlung liegt an der Ostgrenze des Parish, auf einer Halbinsel zwischen Calivigny Harbour (Port de Calivigny) und Chemin Bay.
Zusammen mit Petit Calivigny bildet es die Siedlungen auf der Halbinsel. Fort Jeudy selbst liegt im südlichen Teil der Halbinsel. Der Point of Fort Jeudy (Pointe de Fort Jeudy, ⊙) bildet den südlichsten Punkt der Halbinsel. In der Ostküste gibt es einen Westerhall Point, welcher der gleichnamigen Halbinsel gegenüberliegt.